# Communauté de communes des Portes de Rosheim
Die Communauté de communes des Portes de Rosheim ist ein französischer Gemeindeverband mit der Rechtsform einer Communauté de communes im Département Bas-Rhin in der Europäischen Gebietskörperschaft Elsass und in der Region Grand Est. Sie wurde am 29. Dezember 1992 gegründet und umfasst neun Gemeinden. Der Verwaltungssitz befindet sich im Ort Rosheim.

## Historische Entwicklung
Der ursprünglich unter dem Namen Communauté de communes du Canton de Rosheim gegründete Gemeindeverband wurde nach Auflösung des Kantons Rosheim mit Wirkung vom 1. Januar 2017 auf die aktuelle Bezeichnung umbenannt.

## Mitgliedsgemeinden
| Gemeinde                                     | Einwohner 1. Januar 2022 | Fläche km² | Dichte Einw./km² | Code INSEE | Postleitzahl |
| -------------------------------------------- | ------------------------ | ---------- | ---------------- | ---------- | ------------ |
| Bischoffsheim                                | 3.352                    | 12,33      | 272              | 67045      | 67870        |
| Bœrsch                                       | 2.412                    | 23,39      | 103              | 67052      | 67530        |
| Grendelbruch                                 | 1.224                    | 14,63      | 84               | 67167      | 67190        |
| Griesheim-près-Molsheim                      | 2.303                    | 4,62       | 498              | 67172      | 67870        |
| Mollkirch                                    | 887                      | 12,47      | 71               | 67299      | 67190        |
| Ottrott                                      | 1.555                    | 28,89      | 54               | 67368      | 67530        |
| Rosenwiller                                  | 647                      | 5,50       | 118              | 67410      | 67560        |
| Rosheim                                      | 5.360                    | 29,55      | 181              | 67411      | 67560        |
| Saint-Nabor                                  | 505                      | 1,89       | 267              | 67428      | 67530        |
| Communauté de communes des Portes de Rosheim | 18.395                   | 133,27     | 138              | –          | –            |